# Cesana Torinese
Cesana Torinese (en occitano: Cesana)  es una localidad italiana de 955 habitantes de la provincia de Turín, en el Piamonte.

## Historia
El 10 de agosto de 1708, la villa fue ocupada por las tropas francesas, que la cedieron en 1713 después del Tratado de Utrecht al Ducado de Saboya.

## Evolución demográfica
| Gráfica de evolución demográfica de Cesana Torinese entre 1861 y 2001 |
|                                                                       |
| fuente ISTAT - elaboración gráfica por Wikipedia                      |